# Dziewczyny ze Lwowa
Dziewczyny ze Lwowa – polski serial obyczajowy w reżyserii Wojciecha Adamczyka, emitowany od 6 września 2015 do 20 grudnia 2019 na antenie TVP1.
Zdjęcia do serialu realizowane były w Warszawie i w Przemyślu. Serial był nominowany do Telekamer 2016 w kategorii „Serial”. 12 maja 2020 roku Telewizja Polska podjęła decyzję, że nie zamówi kolejnych odcinków Dziewczyn ze Lwowa i że jego czwarta seria była ostatnia, o czym poinformował reżyser i twórca serialu, Wojciech Adamczyk.

## Obsada

### Obecna
| Aktor                 | Rola                                           | Status    |
| --------------------- | ---------------------------------------------- | --------- |
| Anna Maria Buczek     | Swietłana Omiliańska                           | 2015–2019 |
| Anna Gorajska         | Uljana Pawliczenko                             | 2015–2019 |
| Magdalena Wróbel      | Polina Kłyczko                                 | 2015–2019 |
| Katarzyna Ucherska    | Olya Juszczuk                                  | 2015–2019 |
| Magdalena Pociecha    | Katia Łuczenko                                 | 2018–2019 |
| Adrian Zaremba        | Tomek Paczewski, narzeczony Oli                | 2015–2019 |
| Krzysztof Stelmaszyk  | mecenas Piotr, narzeczony Swiety               | 2015–2019 |
| Marian Dziędziel      | pan Henryk Pućko, gospodarz dziewczyn          | 2015–2019 |
| Józef Pawłowski       | Igor, były narzeczony Oli                      | 2015–2018 |
| Konrad Eleryk         | Igor, były narzeczony Oli                      | 2019      |
| Paulina Chapko        | aktorka Kasia                                  | 2015–2019 |
| Dorota Segda          | Halina, synowa profesora                       | 2015–2019 |
| Sławomir Grzymkowski  | syn profesora                                  | 2015–2019 |
| Stanisław Brejdygant  | Witold Rotworoski, profesor                    | 2015–2019 |
| Krzysztof Czeczot     | Jacek, szef Poliny                             | 2015–2019 |
| Monika Dryl           | Ewa Malicka, żona Jacka                        | 2015–2019 |
| Marta Lipińska        | Nowakowa, pracodawczyni Oli                    | 2015–2019 |
| Juliusz Chrząstowski  | sąsiad Zdunek                                  | 2015–2019 |
| Feliks Matecki        | Romek, syn Zdunka                              | 2015–2019 |
| Gabriela Mazurek      | Agnieszka, córka Zdunka                        | 2015–2019 |
| Bianka Rucińska       | Ania, córka Zdunka                             | 2015–2019 |
| Kacper Janik          | Semenko, syn Poliny                            | 2015–2019 |
| Marcin Piętowski      | kapitan Policji                                | 2017–2019 |
| Grzegorz Wons         | Pianista Antoni Sarkisjan                      | 2018–2019 |
| Piotr Dąbrowski       | ojciec Poliny                                  | 2015–2019 |
| Barbara Zielińska     | matka Poliny                                   | 2015–2019 |
| Karol Pocheć          | Denis, były mąż Uliany                         | 2015–2019 |
| Zbigniew Waleryś      | pop                                            | 2015–2019 |
| Maria Ciunelis        | matka Uliany                                   | 2015–2019 |
| Maja Kaczmarska       | Nastka, córka Uliany                           | 2015–2019 |
| Małgorzata Sadowska   | siostra mecenasa Piotra                        | 2015–2019 |
| Piotr Zelt            | gangster Konstanty, mąż Matyldy                | 2015–2019 |
| Monika Jarosińska     | żona gangstera Konstantego, wspólniczka Poliny | 2015–2019 |
| Witold Wieliński      | ochroniarz gangstera                           | 2015–2019 |
| Piotr Grabowski       | ochroniarz gangstera                           | 2015–2019 |
| Dawid Zawadzki        | ochroniarz gangstera                           | 2015–2019 |
| Adam Krawczuk         | detektyw                                       | 2018–2019 |
| Tadeusz Wojtych       | pacjent                                        | 2018–2019 |
| Mirosław Guzowski     | Bohdan Juszczuk, ojciec Oli                    | 2018–2019 |
| Konrad Skolimowski    | Olech Omiliański, syn Swiety                   | 2015–2019 |
| Paulina Gałązka       | Hanna Dalecka, narzeczona Komandosa (#2)       | 2019      |
| Piotr Ligienza        | kontrabasista z zespołu Uliany                 | 2017–2019 |
| Mateusz Rusin         | pianista z zespołu Uliany                      | 2017–2019 |
|                       | Igor, były narzeczony Oli (#1)                 | 2015–2018 |
| Agnieszka Sienkiewicz | Hanna Dalecka, narzeczona Komandosa (#1)       | 2017-2018 |

## Spis serii
| Seria | Sezon       | Odcinki    | Premiera serii   | Finał serii       | Pora emisji     |
| ----- | ----------- | ---------- | ---------------- | ----------------- | --------------- |
| 1.    | jesień 2015 | 1–13 (13)  | 6 września 2015  | 29 listopada 2015 | niedziela 20.25 |
| 2.    | jesień 2017 | 14–26 (13) | 3 września 2017  | 3 grudnia 2017    | niedziela 20.25 |
| 3.    | jesień 2018 | 27–39 (13) | 1 września 2018  | 24 listopada 2018 | sobota 20.30    |
| 4.    | jesień 2019 | 40–52 (13) | 13 września 2019 | 20 grudnia 2019   | piątek 20.35    |

## Spis odcinków
| Data pierwszej emisji | Nr | Tytuł                            |
| --------------------- | -- | -------------------------------- |
| SERIA PIERWSZA        |    |                                  |
| 6 września 2015       | 1  | Raz kozie śmierć                 |
|                       |    |                                  |
| 13 września 2015      | 2  | Wypadki chodzą po ludziach       |
|                       |    |                                  |
| 20 września 2015      | 3  | Donosy i kontrole                |
|                       |    |                                  |
| 27 września 2015      | 4  | Sztuka czyszczenia kryształów    |
|                       |    |                                  |
| 4 października 2015   | 5  | Cuda się zdarzają                |
|                       |    |                                  |
| 11 października 2015  | 6  | Domki z kart                     |
|                       |    |                                  |
| 18 października 2015  | 7  | Gość w dom                       |
|                       |    |                                  |
| 25 października 2015  | 8  | Potęga sztuki                    |
|                       |    |                                  |
| 1 listopada 2015      | 9  | Terroryzm muzyczny               |
|                       |    |                                  |
| 8 listopada 2015      | 10 | Uparty jak prawnik               |
|                       |    |                                  |
| 15 listopada 2015     | 11 | Międzynarodowy biznes            |
|                       |    |                                  |
| 22 listopada 2015     | 12 | Delikatna kwestia demencji       |
|                       |    |                                  |
| 29 listopada 2015     | 13 | Kropla przepełnia czarę          |
|                       |    |                                  |
| SERIA DRUGA           |    |                                  |
| 3 września 2017       | 14 | Przyjęcie                        |
|                       |    |                                  |
| 10 września 2017      | 15 | Przelotna wdowa                  |
|                       |    |                                  |
| 24 września 2017      | 16 | Kontrabanda                      |
|                       |    |                                  |
| 1 października 2017   | 17 | Koncert                          |
|                       |    |                                  |
| 8 października 2017   | 18 | Anna Karenina                    |
|                       |    |                                  |
| 15 października 2017  | 19 | Terapia szokowa                  |
|                       |    |                                  |
| 22 października 2017  | 20 | Karta Polaka                     |
|                       |    |                                  |
| 29 października 2017  | 21 | Nowa lokatorka                   |
|                       |    |                                  |
| 5 listopada 2017      | 22 | Przez żołądek do całej reszty    |
|                       |    |                                  |
| 12 listopada 2017     | 23 | Niespodzianki chodzą po ludziach |
|                       |    |                                  |
| 19 listopada 2017     | 24 | Metody naukowe                   |
|                       |    |                                  |
| 26 listopada 2017     | 25 | Zaciąg ukraiński                 |
|                       |    |                                  |
| 3 grudnia 2017        | 26 | Jedna za wszystkie               |
|                       |    |                                  |
| SERIA TRZECIA         |    |                                  |
| 1 września 2018       | 27 | Sen mara, Bóg wiara              |
|                       |    |                                  |
| 8 września 2018       | 28 | Rosyjski pacjent                 |
|                       |    |                                  |
| 15 września 2018      | 29 | Narzeczony? Byle nie Polak       |
|                       |    |                                  |
| 22 września 2018      | 30 | Klacz trojańska                  |
|                       |    |                                  |
| 29 września 2018      | 31 | Kamyk zaczyna uwierać            |
|                       |    |                                  |
| 6 października 2018   | 32 | Mieć to coś                      |
|                       |    |                                  |
| 13 października 2018  | 33 | Zimna wojna                      |
|                       |    |                                  |
| 20 października 2018  | 34 | Rodzinne kłopoty                 |
|                       |    |                                  |
| 27 października 2018  | 35 | Wóz albo przewóz                 |
|                       |    |                                  |
| 3 listopada 2018      | 36 | W chmurze                        |
|                       |    |                                  |
| 10 listopada 2018     | 37 | Powrót do normy                  |
|                       |    |                                  |
| 17 listopada 2018     | 38 | Być albo nie być                 |
|                       |    |                                  |
| 24 listopada 2018     | 39 | Zemsta jest rozkoszą bogów       |
|                       |    |                                  |
| SERIA CZWARTA         |    |                                  |
| 13 września 2019      | 40 | Nieznośna ciężkość wiedzy        |
|                       |    |                                  |
| 20 września 2019      | 41 | Szybki kurs dryfowania           |
|                       |    |                                  |
| 27 września 2019      | 42 | Poszukiwacze zaginionej Katii    |
|                       |    |                                  |
| 4 października 2019   | 43 | Kruchy lód... cienkie szkło      |
|                       |    |                                  |
| 11 października 2019  | 44 | Zbrodnia i kara                  |
|                       |    |                                  |
| 18 października 2019  | 45 | Przesłuchania                    |
|                       |    |                                  |
| 25 października 2019  | 46 | Porachunki                       |
|                       |    |                                  |
| 8 listopada 2019      | 47 | Wszystko się sypie               |
|                       |    |                                  |
| 15 listopada 2019     | 48 | Niespodziewana odsiecz           |
|                       |    |                                  |
| 22 listopada 2019     | 49 | Światełko w tunelu               |
|                       |    |                                  |
| 29 listopada 2019     | 50 | Rozprawa                         |
|                       |    |                                  |
| 13 grudnia 2019       | 51 | Rozstaje dróg                    |
|                       |    |                                  |
| 20 grudnia 2019       | 52 | Znowu razem?                     |

## Emisja za granicą
Ukraińska wersja językowa serialu miała premierę 13 czerwca 2016 na antenie 1+1 i emitowany jest pod tytułem Naszi pani u Warszawi (ukr. Наші пані у Варшаві). Głównym bohaterkom głosu użyczyły znane aktorki i prezenterki telewizyjne – Olha Frejmut (1. seria), Ołena Jabłuczna, Olha Sumska, Ludmyła Barbir i Lilija Rebryk.

## Odbiór
Ukraińska dziennikarka Tina Peresuńko napisała:

Obrany motyw mówi: Ukraińcy – to żebracy, którzy żyją w niższej sferze intelektualno-kulturalnej i nie mogą samodzielnie dotrzeć do dojrzałości, potrzebują opiekuna i starszego asystenta (...). Tak, jak społeczeństwo rosyjskie wciąga się podobnymi mitami hybrydowej wojny w sowiecką przeszłość, aby nie pozwolić urzeczywistnić się ukraińsko-rosyjskiemu partnerstwu, tak i polski widz łatwo ześlizguje się w niszę tych czasów, kiedy nie panowały hasła „za wolność naszą i waszą”.